# Charles Vignoles

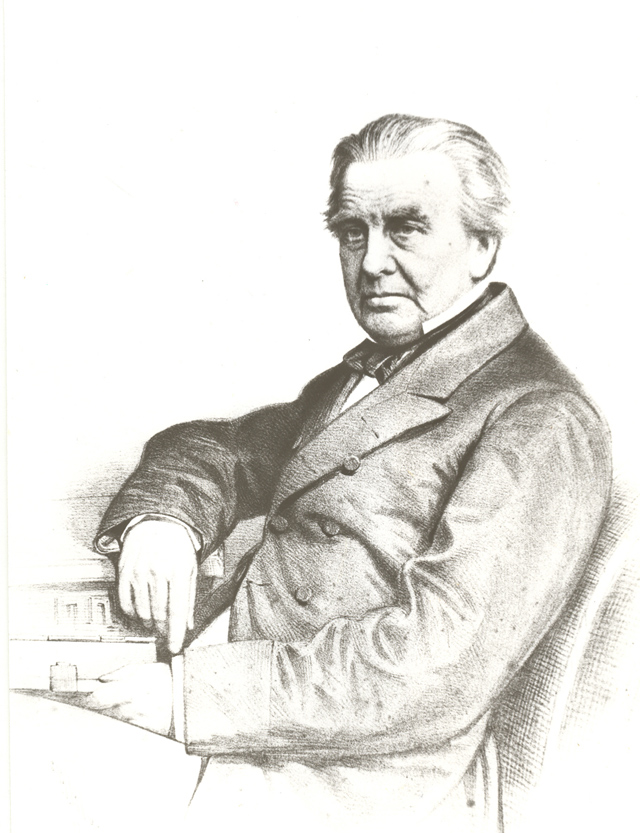
Charles Blacker Vignoles

Charles Blacker Vignoles (* 31. Mai 1793 in Woodbrook (County Wexford) in Irland; † 17. November 1875 in London) war ein früher Eisenbahningenieur. Nach ihm ist eine Standardform der Eisenbahnschiene, die Vignolschiene, benannt.

## Jugend
Früh schon eine Waise, kam er nach England und wuchs bei seinem Großvater, einem Professor an der Royal Military Academy Woolwich, auf. Er wurde an der Militärakademie Sandhurst zum Offizier ausgebildet. Seit 1814 diente er in der britischen Armee, für die er in Holland, Kanada und in den USA im Einsatz war. Von 1821 bis 1823 arbeitete er als Vermesser in Florida und publizierte 1823 eine Floridakarte sowie ein Buch über seine Reisen durch den Staat.

## Brückenbauer

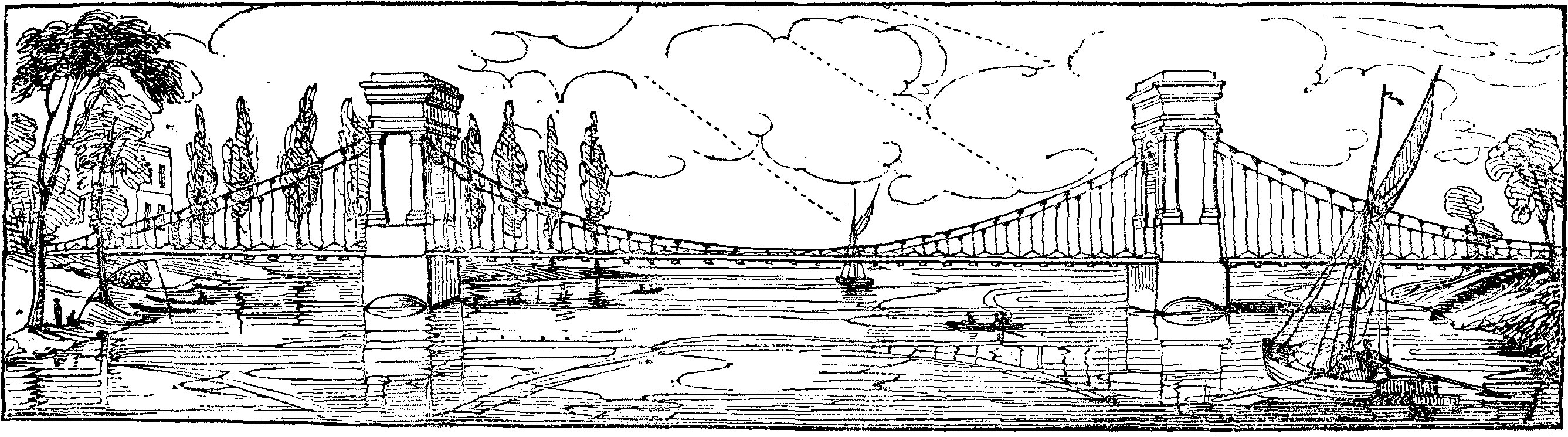
Die erste Hammersmith-Brücke von 1827 von Charles Vignoles

Anschließend kehrte Vignoles nach Großbritannien zurück, wo er im Dienst von James Walker die Docks von London überwachte. In dieser Zeit begann er, auch Brücken zu entwerfen. Eine seiner ersten war die Brücke von Hammersmith. Er gründete eine eigene Ingenieur-Firma und kam so mit anderen führenden Ingenieuren seiner Zeit zusammen, die sich mit Kunstbauten, Brücken und Tunneln befassten, etwa Thomas Telford, Isambard Brunel oder den Brüdern George und John Rennie.
Um 1850 baute Vignoles die große Nikolaus-Kettenbrücke von Kiew über den Dnepr, die längste Kettenbrücke Europas.

## Eisenbahningenieur

### London und die Brighton Railway

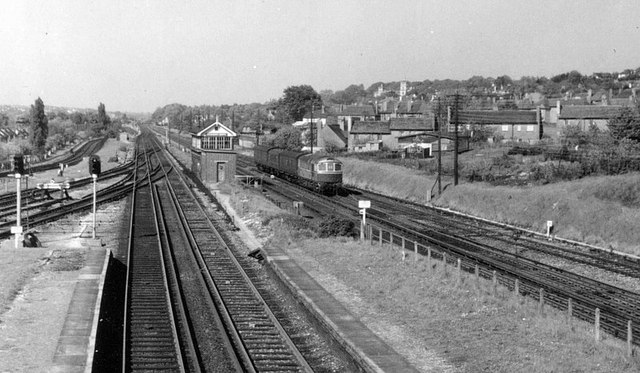
Brighton Main Line 1968, ehemals: London and Brighton Railway

Die Brüder Rennie hatten den Auftrag, eine Eisenbahnstrecke von London nach Brighton zu entwickeln und engagierten Vignoles für deren Vermessung, die er Innerhalb von vier Wochen erledigte und sein Vorschlag für die Streckenführung erwies sich als so hervorragend, dass er für den anschließenden Bau der London and Brighton Railway übernommen wurde.

### Liverpool und die Manchester Railway

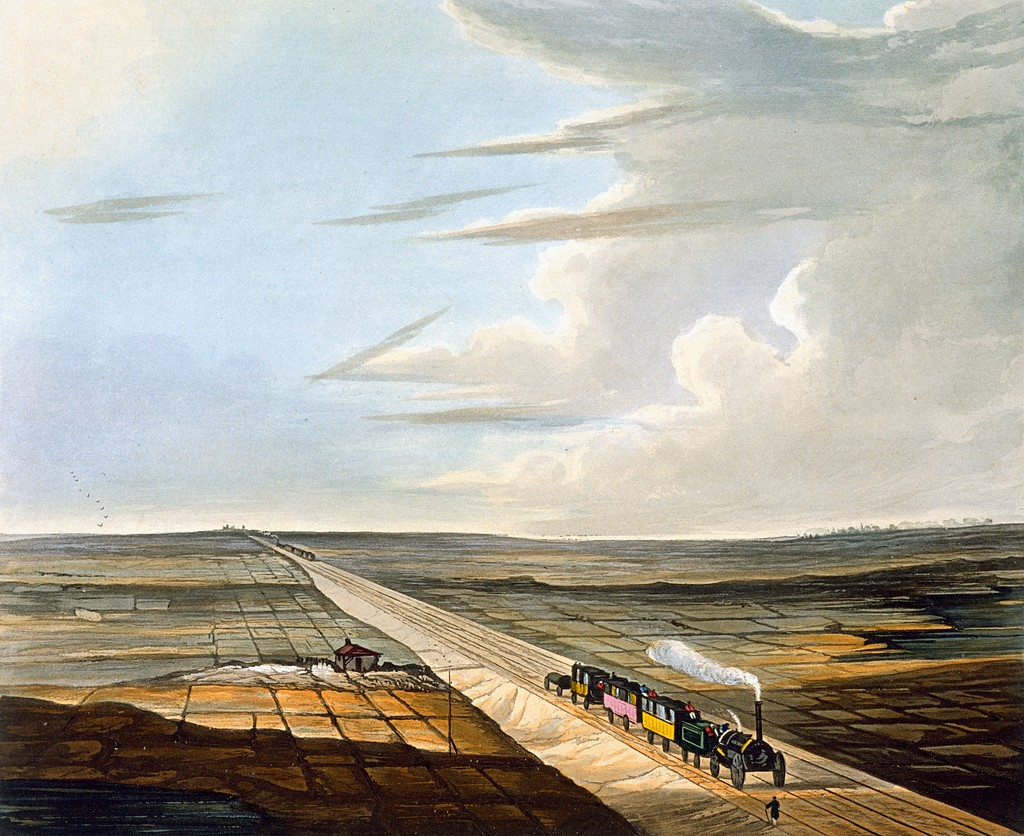
Trasse der Liverpool and Manchester Railway über das Moor Chat Moss

Vignoles wirkte anschließend beim Bau der Liverpool and Manchester Railway (L&MR) mit. So beruht die endgültige Streckenführung auf seiner Vermessung und es gelang ihm, vom Parlament die gesetzliche Grundlage für den Bau der Eisenbahn zu erwirken.
In einem ersten Anlauf 1824/25 hatte George Stephenson versucht, das Vorhaben im zuständigen Ausschuss des Parlaments zu vertreten. Der Autodidakt George Stephenson sprach in einem nordenglischen Dialekt, der für Menschen, die Standard-Englisch sprachen, nur schwer verständlich war. Die Abgeordneten standen dem Projekt deshalb misstrauisch gegenüber. Sie konnten sich in ihrer Mehrheit nicht vorstellen, dass eine Eisenbahn dieser Dimension (56 km) funktionieren könne. So kam der Gesetzentwurf innerhalb von 10 Wochen 38 Mal auf die Tagesordnung des Parlamentsausschusses. Stephenson war den juristisch vorgebildeten und rhetorisch überlegenen Abgeordneten nicht gewachsen. So entstand der Eindruck, dass die der Gesetzesvorlage zugrunde liegenden Berechnungen ungenau waren. Daraufhin zogen die Abgeordneten, die den Entwurf eingebracht hatten, das Vorhaben zurück. Stephensons Ruf litt durch diese parlamentarische Niederlage. Die L&MR entließ ihn und ernannte George und John Rennie zu neuen leitenden Ingenieuren. Diese brachten Charles Vignoles mit, der die Strecke bis Ende 1825 neu vermaß. Weiter vertrat er in der Folge die geänderten Pläne, die nun als ein zweiter Gesetzentwurf in das Parlament eingebracht wurden, vor dem Ausschuss. Dieser zweite Gesetzentwurf erhielt die Zustimmung des Parlaments und wurde am 5. im Mai 1826 von König Georg IV. unterzeichnet.
Da die Rennies nun gegenüber der L&MR inakzeptable Forderungen stellten und die parlamentarische Hürde genommen war, wurde erneut George Stephenson zum verantwortlichen Ingenieur ernannt. Vignoles blieb zunächst, zerstritt sich aber mit George Stephenson, der 1827 seine Entlassung durchsetzte.

### Weitere Bahnprojekte
Vignoles engagierte sich bei weiteren Bahnprojekten, so der
- Wigan Branch Railway, England
- St. Helens und Runcorn Gap Railway, England
- Dublin and Kingston Railway, Irland, der ersten Eisenbahn-Fernverbindung auf der Insel.
- Midland Counties Railway, England, eröffnet 1839, sie verband Nottingham, Derby und Leicester, Vignoles war der leitende Ingenieur.
- Sheffield, Ashton-Under-Lyne and Manchester Railway, England, einschließlich des ersten Woodhead Tunnels.

1834 wurde er zusammen mit John Taylor von König Georg IV mit Vermessungs- und Nivellierungsarbeiten für eine Bahnverbindung von Hannover nach Hamburg beauftragt. Der von Taylor und Vignoles 1835 vorgeschlagene Streckenverlauf sollte in Celle von einer ebenfalls geplanten Strecke Braunschweig–Hannover in Richtung Norden abzweigen und auf dem kürzesten Weg über Harburg nach Hamburg führen. Diese Strecke hätte westlich an Uelzen, Lüneburg und Winsen (Luhe) vorbeigeführt. Proteste aus Lüneburg und Uelzen gegen diese Planung sowie Behauptungen, Taylor und Vignoles hätten bei ihrer Planung englische Interessen vertreten, sorgten dafür, dass König Ernst August beide 1839 von diesem Auftrag entband.
1843 wurde Vignoles von der württembergischen Regierung als Gutachter berufen, um die Planung für die Hauptbahnen zu beurteilen und zu überarbeiten, da die Überquerung der Schwäbischen Alb besonders schwierig war. Da Vignoles stärkere Steigungen als 1:100 für unmöglich hielt, waren seine Vorschläge sehr vorsichtig und hätten zu längeren und teureren Bahnbauten geführt. Sein Gutachten wurde teilweise als "oberflächlich" kritisiert. Der damals schnelle Fortschritt beim Bau stärkerer Lokomotiven machte diese Vorsicht schon bald überflüssig und die Bahnen wurden stattdessen nach den Plänen von Karl Etzel gebaut.
Ab 1853 arbeitete er für die Wiesbadener Eisenbahngesellschaft und ihre Nachfolgerinnen an der Nassauischen Rheinbahn von Wiesbaden nach Oberlahnstein.
Von 1857 bis 1864 stand er im Dienst der Tudela-Bilbao-Bahn in Spanien.

## Vignolschiene
Im Jahr 1836 empfahl Vignoles der Gesellschaft der London and Croydon Railway, ein Schienenprofil mit flachem Fuß zu verwenden, das vom Eisenbahningenieur Robert Livingston Stevens um 1830 entwickelt worden war. Dieser Schienentyp wurde bald zum Standard im Eisenbahnbau und ist in der technischen Terminologie als Vignolschiene bekannt.

## Ehrungen

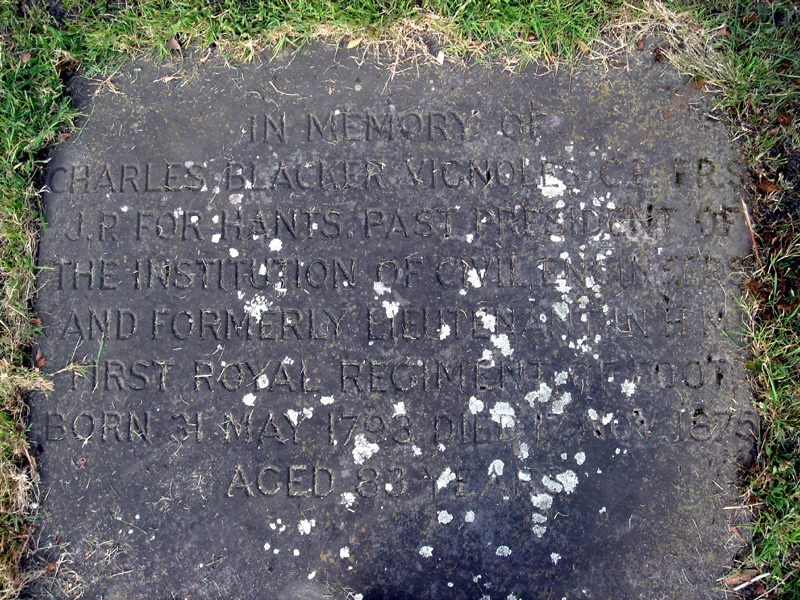
Charles Vignoles' Grab auf dem Brompton Cemetery in London

Seit 1827 war Vignoles Mitglied der Institution of Civil Engineers, 1841 wurde er zum ersten Professor für Ingenieurwissenschaften am University College in London ernannt. Seit 1855 trug er den Titel Fellow of the Royal Society.